# Mamadou Ousseini
Mamadou Ousseini (* 1. Januar 1953 in Gouré) ist ein nigrischer General. Er war von 2010 bis 2011 Verteidigungsminister Nigers.

## Leben
Mamadou Ousseini besuchte die Allgemeine Technische Vorbereitungsschule der Armee in der ivorischen Stadt Bingerville, wo er die Reifeprüfung ablegte. Er trat 1974 in den Dienst der Nigrischen Streitkräfte. Dort begann er 1977 seine Laufbahn als Offizier. Ousseini absolvierte vor allem in Frankreich zahlreiche militärische Fortbildungen. Für die Nigrischen Streitkräfte arbeitete er unter anderem als Kommandant der Präsidentengarde, Generalsekretär im Verteidigungsministerium, Militärattaché bei der Botschaft in Abuja, stellvertretender Generalstabschef der Streitkräfte und Generalstabschef der Bodenstreitkräfte. Außerdem war er in der Zivilverwaltung als Präfekt von Dosso und Diffa tätig. Im Jahr 2006 erreichte er den Rang eines Brigadegenerals.
Nach dem Militärputsch am 18. Februar 2010, bei dem Staatspräsident Mamadou Tandja abgesetzt wurde, bildete der Oberste Rat für die Wiederherstellung der Demokratie am 1. März 2010 eine Übergangsregierung, der Mamadou Ousseini als Verteidigungsminister angehörte. In der Regierung, die nach den Parlamentswahlen am 31. Januar 2011 gebildet wurde, wurde Mahamadou Karidio zu seinem Nachfolger als Verteidigungsminister. Im darauffolgenden Jahr wurde Ousseini zum Divisionsgeneral befördert. Der Ministerrat ernannte ihn am 12. Februar 2014 zum Botschafter Nigers in Marokko. 2015 wurde Ousseini bei den Streitkräften in den Ruhestand versetzt.

## Ehrungen
- Großoffizier des Nationalordens Nigers[1]